# مرحبا بك في بيتك روسكو جنكينز
مرحبا بك في بيتك روسكو جنكينز (بالإنجليزية:  Welcome Home Roscoe Jenkins)‏ هو فيلم أمريكي كوميدي تأليف وإخراج مالكولم د.بطولة مارتن لورانس ولويس سي كيه وجايمس إيرل جونز

## القصة
آر جيه ستيفنز هو مقدم برامج حوارية مشهور بالتلفزيون، استطاع تحويل بدايته الريفية الضعيفة إلى نجاح ساحق حتى أصبح من رموز الاعتماد على الذات.آر جيه يعيش حياة فارهة مع خطيبته نجمة تلفزيون الواقع الجميلة، لكنه يملك بعض الأحلام القديمة التي لم يستطع تحقيقها بعد.وعندما يعلن والداه عن إقامة حفل بمناسبة ذكرى زواجهما الخمسين، يترك آر جيه كل شيء ويتطلع إلى لقاء عائلته التي سخرت منه دائما أثناء طفولته.وعلى الرغم من وضع آر جيه الحالي الذي يختلف تماما عن طفولته فهو ينوي الزواج من فتاة جميلة لديها معجبون في جميع أنحاء العالم، إلا أن عائلته الجنوبية تستمر في معاملته بقسوة.

## وصلات خارجية
- مرحبا بك في بيتك روسكو جنكينز على موقع IMDb (الإنجليزية)
- مرحبا بك في بيتك روسكو جنكينز على موقع ميتاكريتيك (الإنجليزية)
- مرحبا بك في بيتك روسكو جنكينز على موقع روتن توميتوز (الإنجليزية)
- مرحبا بك في بيتك روسكو جنكينز على موقع نتفليكس (الإنجليزية)
- مرحبا بك في بيتك روسكو جنكينز على موقع ألو سيني (الفرنسية)
- مرحبا بك في بيتك روسكو جنكينز على موقع أول موفي (الإنجليزية)
- مرحبا بك في بيتك روسكو جنكينز على موقع بوكس أوفيس موجو (الإنجليزية)
- مرحبا بك في بيتك روسكو جنكينز على موقع قاعدة بيانات الفيلم (الإنجليزية)
- مرحبا بك في بيتك روسكو جنكينز على موقع ليتربوكسد (الإنجليزية)
- مرحبا بك في بيتك روسكو جنكينز على موقع كينوبويسك (الروسية)

1. ↑  وصلة مرجع: http://www.imdb.com/title/tt0494652/. الوصول: 19 مايو 2016.
2. ↑  وصلة مرجع: http://www.allocine.fr/film/fichefilm_gen_cfilm=124705.html. الوصول: 19 مايو 2016.
3. ↑  وصلة مرجع: http://www.interfilmes.com/filme_18594_o.bom.filho.a.casa.torna.html. الوصول: 19 مايو 2016.